# NAJAD
NAJAD ist ein schwedischer Hersteller von Segelyachten.

## Allgemeines
Seit 1971 baut die schwedische Werft Najadvarvet AB in Henån auf der Bootsbauinsel Orust in den Westschären nördlich von Göteborg unter der Marke NAJAD Segelyachten. Bisher wurden über 2000 Boote ausgeliefert.

## Geschichte
Ursprünglich 1971 als kleiner Handwerksbetrieb vom Bootsbauer Bernd Arvidsson in Kungsviken (ebenfalls auf der Insel Orust) gegründet, siedelte die Werft Ende der 1970er Jahre zunächst an den Yachthafen von Henån um, um dann Anfang der Neunziger den heutigen Standort im Varvsvägen in Henån zu beziehen. Erstes Modell war die NAJAD 34. Während dieser Jahre machte sich die Werft einen Namen für stabile, seegängige Blauwasser-Fahrtenyachten zumeist mit Centercockpit zwischen 32 und 51 Fuß. Bekannte Modelle aus dieser Ära sind die NAJAD 320, NAJAD 391 und NAJAD 460. Markenzeichen der NAJAD-Segelyachten ist der bordeaux-rote Wasserpass.
Im Jahre 2003 übernahm dann der Niederländische Kaufmann Alfred van Wincoop die Werft von Bernd Arvidsson. Ursprünglich aus der Finanzbranche stammend, hatte van Wincoop (selbst Eigner mehrerer NAJAD-Yachten) vor der Übernahme ein Jahr als Marketingleiter in der Werft gearbeitet. Er unterzog die NAJAD-Modellpalette einem dramatischen Wandel. Das Deutsche Konstruktionsbüro judel/vrolijk & co. (Friedrich Judel und Rolf Vrolijk) verlieh den neuen Modellen moderne, sportliche Linien und der neue Interieur-Designer Rhoades/Young Interiors (ursprünglich Dick Young Interiors) aus London schuf einen eleganten, hellen Ausbau. Vertreter dieser neuen Baureihe sind insbesondere die Modelle NAJAD 505 sowie das Flaggschiff, die NAJAD 570.
Finanzielle Engpässe im Verlauf der weltweiten Finanz- und Wirtschaftskrise 2008/2009 zwangen Alfred van Wincoop 2009, die Werft abzugeben. Neuer Eigentümer wurde die Englische Animatrix Capital Ltd. Zu NAJAD gehörten auch die Schwedische Marke Maxi-Yachts. Führungsriege  im Januar 2011 waren Werftchef (CEO) Mikael Gustavsson, Aufsichtsratsvorsitzender (Chairman) Hans Johansson und Vertriebs- und Marketingleiter Magnus Ridderstad.
Im August 2011 musste die Werft Konkurs anmelden und wurde im Oktober desselben Jahres von dem ebenfalls auf der Insel Orust ansässigen Motoryacht-Hersteller „Nord-West“ übernommen. Die Fertigung der Schiffe findet nun bei „Nord-West“ in Vindön statt. In der NAJAD-Werft am Varvsvägen in Henån entstand unter dem Namen OYS Orust Yacht Service ein Servicebetrieb für Winterlager, Reparatur und Umbau von Yachten.
Die Nord West & NAJAD AB (Geschäftsführer: Benny Martinsson) ging dann im Februar 2013 in die Insolvenz. Ihr Vermögen wurde durch den schwedischen Geschäftsmann Runo Gillholm übernommen, der die Marke NAJAD sowie die Formen der aktuellen Modelle NAJAD 355, NAJAD 410, NAJAD 440cc, NAJAD 440ac, NAJAD 505 und NAJAD 570 im Herbst 2013 an die Schwedische Werft Lidköpings Båtsnickeri (Hersteller der  SwedeStar-Segelyachten) weiterveräußerte. Unter der Leitung von Geschäftsführer Håkan Bengtsson und Verkaufsleiter Olof Seiving kehrte dann NAJAD an den ursprünglichen Standort in Henån zurück, wo bei Orust Yacht Service mit altem NAJAD-Personal NAJAD-Segelyachten gebaut werden.

## Standorte
Sämtliche GFK-Teile (Rümpfe, Decks, Struktur, und andere Formteile) entstanden in einer eigenen Fertigung in Åmål, ca. 150 km nordöstlich von Orust. Diese Komponenten wurden als Schaumsandwich im Vakuum-Infusionsverfahren unter Verwendung von Vinylester-Harzen und Divynizell-Schaum gebaut. Rumpf, Deck, tragende Schotten und Kiel wurden dann verbunden und später geschlossen ausgebaut.
Die Endmontage und der Ausbau fanden dann im Stammwerk in Henån statt. Hier befand sich neben den Montagehallen auch Tischlerei, Lager und Verwaltung. An diesem Standort, der nach der Insolvenz an zwei private Investoren (u. a. ein ehemaliger Najad-Mitarbeiter) ging, sollte ein Service-Centrum und Winterlager entstehen.

## Modelle

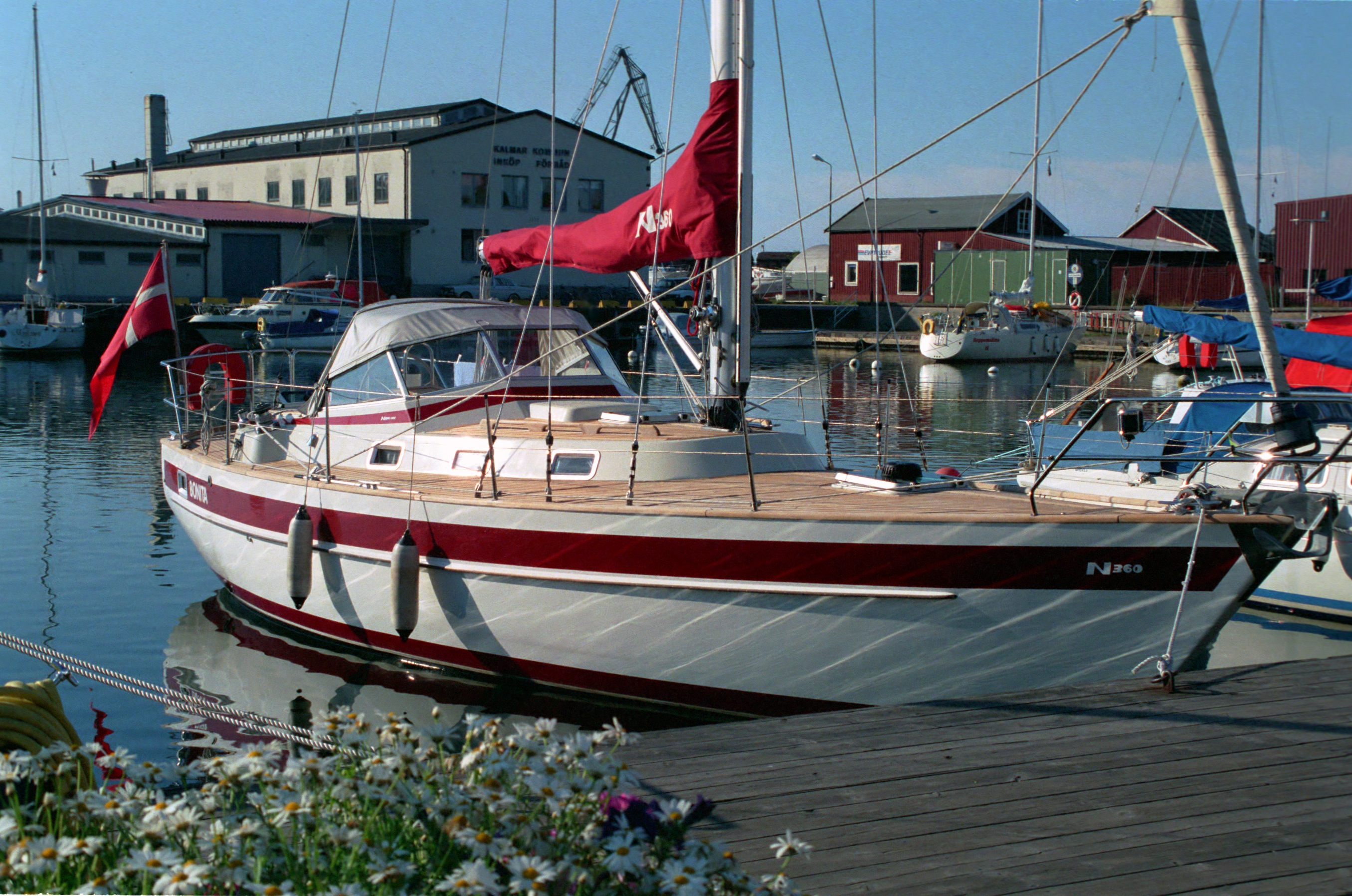
NAJAD 360 (1985)

Die Modellpalette umfasste folgende Typen:
- NAJAD 34, 1971–1983, O. Enderlein, Weiterentwicklung NAJADVARVET LüA: 10,45 m[13]
- NAJAD 37, 1980–1983, P. Norlin, LüA: 11,30 m[14]
- NAJAD 343, 1981–1989, NAJADVARVET, LüA: 10,20 m[15]
- NAJAD 320, 1983–1994, Najadvarvet, LüA: 9,70 m[16]
- NAJAD 371, 1983–1985, P. Norlin, LüA: 11,30 m[17]
- NAJAD 390, 1984–1995, Najadvarvet, LüA: 11,75 m[18]
- NAJAD 360, 1985–1994, Najadvarvet, LüA: 10,75 m[19]
- NAJAD 440, 1986–1995, Najadvarvet, LüA: 13,50 m[20]
- NAJAD 340, 1987–1994, Najadvarvet, LüA: 10,20 m[21]
- NAJAD 510, 1990–1993, Najadvarvet, LüA: 15,50 m[22]
- NAJAD 370, 1991–1997, Najadvarvet, LüA: 11,25 m[23]
- NAJAD 420, 1991–1996, Najadvarvet, LüA: 13,00 m[24]
- NAJAD 330, 1993–1996, Najadvarvet, LüA: 10,00 m[25]
- NAJAD 361, 1994–2000, Najadvarvet, LüA: 11,20 m[26]
- NAJAD 520, 1994–2000, C. Beyer, LüA: 15,80 m[27]
- NAJAD 391, 1995–2003, Najadvarvet, LüA: 12,10 m[28]
- NAJAD 441, 1995–2000, Najadvarvet, LüA: 13,50 m[29]
- NAJAD 520 DS, 1995–2000, C. Beyer, LüA: 15,80 m[30]
- NAJAD 331, 1998–2004, Najadvarvet & judel/vrolijk & co., LüA: 9,98 m[31]
- NAJAD 490, 1998–2007, judel/vrolijk & co., LüA: 15,00 m[32]
- NAJAD 373, 1999–2005, judel/vrolijk & co., LüA: 11,30 m[33]
- NAJAD 460, 2000–2007, judel/vrolijk & co., LüA: 13,95 m[34]
- NAJAD 400, 2001–2005, judel/vrolijk & co., LüA: 12,20 m[35]
- NAJAD 332, 2004–2007, Najadvarvet & judel/vrolijk & co., LüA: 9,98 m[36]
- NAJAD 405, 2005–2009, judel/vrolijk & co., LüA: 12,20 m[37]
- NAJAD 460, 2000–2010, judel/vrolijk & co., LüA: 13,95 m[38]

### Aktuelle
- NAJAD 355[39]
- NAJAD 380
- NAJAD 410
- NAJAD 440 ac mit Achtercockpit
- NAJAD 440 cc mit Centercockpit
- NAJAD 505
- NAJAD 570